# 盘锦广播电视台
盘锦广播电视台是中华人民共和国辽宁省盘锦市的市级广播电视台。前身盘锦人民广播电台于1985年5月23日开播。